# Ambari
Ambari, galsko pleme. 
Julij Cezar pravi, da so bili tesni zavezniki  in sorodniki Eduov. Če je čitanje imen Aedui-Ambarri  v odlomku, ki se nanaša nanje, pravilno, so bili  Ambari pravzaprav Edui. Ambari niso omenjeni med edujskimi varovanci (clientes).
Naseljeni so bili v delu doline Rone, verjetno v kotu med Saono in Rono. Njihovi vzhodni sosedje so bili Alobrogi. Livij jih skupaj z Edui prišteva med tiste Galce, ki so v času Lucija Tarkvinija Priska prišli preko Alp v Italijo. 
Po njih se imenuje več občin v departmaju Ain v Franciji, med njimi Ambérieu-en-Bugey, Ambérieux-en-Dombes, Ambutrix in Ambronay.